# Maisach
Maisach är en kommun och ort i Landkreis Fürstenfeldbruck i Regierungsbezirk Oberbayern i förbundslandet Bayern i Tyskland.  Maisach, som för första gången nämns i ett dokument från år 806, har cirka  
14 000 invånare.

## Administrativ indelning
Maisach består av 25 Ortsteile.
- Maisach
  - Anzhofen
  - Diepoltshofen
- Gernlinden
  - Fußberg
  - Fußbergmoos
  - Gernlinden-Ost
- Überacker
  - Loderhof
  - Pöcklhof
  - Thal
- Rottbach
  - Deisenhofen
  - Kuchenried
  - Oberlappach
  - Prack
  - Unterlappach
  - Weiherhaus
  - Zötzelhofen
- Germerswang
  - Frauenberg
  - Stefansberg
- Malching
  - Obermalching
  - Galgen